# International Meteor Organization
De International Meteor Organization (IMO) is een internationale organisatie voor amateur meteooronderzoek.

## Historiek
De IMO werd opgericht in 1988 in Oldenzaal te Nederland. De voorgeschiedenis van de organisatie gaat echter terug tot 1979 toen het het eerste Internationaal Meteoor Weekend werd georganiseerd te Bonn. Soortgelijke evenementen werden vanaf dan elke 1 à 2 jaar georganiseerd in België, Nederland of Duitsland. 
Hoewel in eerste instantie gericht op amateurs, kon het IMO reeds in haar eerste bestaansjaar rekenen op erkenning van professionals, waaronder Commission 22 van de International Astronomical Union (IAU). Jaarlijks organiseert de organisatie de International Meteor Conference (IMC) en is ze de uitgever van het tijdschrift WGN.